# Guglielmo Forni Rosa
Guglielmo Forni Rosa (Bologna, 5 novembre 1938) è uno storico della filosofia italiano.

## Biografia
Guglielmo Forni Rosa si è laureato in Filosofia del Diritto con il Rettore dell'Alma Mater - Università degli Studi di Bologna dell'epoca, Felice Battaglia, nel 1961, con una tesi sul pensiero antropologico e politico di Jacques Maritain. Assistente di ruolo dal 1968 nella Facoltà di Lettere dell'Università degli Studi di Bologna (per Filosofia morale), libero docente in Storia della filosofia moderna e contemporanea dal 1969, ha insegnato come professore incaricato di Storia della filosofia presso l'Università di Venezia per tre anni (1969-72), poi presso l'Università di Bologna come professore incaricato per Storia della filosofia moderna.
Negli anni dal 1965 al 1972 si è occupato della fenomenologia di Husserl, come risulta dalla bibliografia; le letture di alcuni autori appartenenti al cosiddetto strutturalismo (specialmente di Claude Lévi-Strauss) hanno stimolato le ricerche su Jean Jacques Rousseau, ricerche che, con varie interruzioni, si prolungano fino al presente. Professore associato dal 1983 e professore ordinario dal 2000, si è dedicato lungamente al pensiero di Simone Weil e al modernismo religioso francese (Loisy, Blondel, Laberthonnière), come testimoniano numerosi saggi pubblicati da editori e riviste italiani e francesi (Il Mulino, Laterza, Marietti; Filosofia e teologia, Cristianesimo nella storia, Annali di storia dell’esegesi, e, per la Francia, Cahiers Simone Weil, Recherches de science religieuse, Revue de l’histoire des religions).
Il tema che, in una considerazione retrospettiva, lo ha occupato di più, è il rapporto fra religione cristiana e società moderna, per cui anche le letture e i corsi su Durkheim e Weber si sono rivelati importanti. Ha insegnato, a partire dalla fine degli anni Ottanta, materie appartenenti, nell'ordinamento italiano, al gruppo di Filosofia morale (per il quale aveva ottenuto la cattedra nella Facoltà di Lettere di Bologna): Antropologia filosofica, Filosofia della religione, Filosofia morale. Nel 1997 ha soggiornato per un anno a Cambridge per approfondire il modernismo inglese (a partire da Newman: Tyrrell, von Hügel), sulla base di un rapporto di scambio fra le Università di Bologna e Cambridge (Clare Hall). Ha organizzato vari convegni internazionali: nel 1993, sulla figura di Simone Weil; nel 2005 sulla presenza di Rousseau nello sviluppo delle scienze sociali verso la seconda metà dell'Ottocento (Durkheim).
Per molti anni è stato membro del dottorato in Studi religiosi dell'Università di Bologna (presieduto da Mauro Pesce), dove ha seguito tesi di Filosofia della religione (in particolare su John Wyclif e Ernesto Buonaiuti). Attualmente la sua attività di studioso afferisce alla «Société internationale des amis du Musée J.-J. Rousseau». Per il terzo centenario della nascita di J.-J. Rousseau (2012), ha organizzato alcuni convegni, in Italia e in Francia, sul pensiero politico (la questione dell'origine del totalitarismo in relazione al Contratto sociale di Rousseau) e su alcuni interpreti del pensiero religioso di J.-J. Rousseau (Jacques Maritain e Karl Barth). La più recente pubblicazione: l'edizione italiana di J.-J. Rousseau, Lettere morali, traduzione, introduzione, commento a cura di G. Forni Rosa, Milano 2012, p. 128.

### Saggistica
- La filosofia della storia nel pensiero politico di Jacques Maritain, Patron, Bologna, 1965
- Il sogno finito. Saggio sulla storicità della fenomenologia, Il Mulino, Bologna, 1967
- Il soggetto e la storia, Il Mulino, Bologna, 1972
- Alienazione e storia. Saggio su Rousseau, Il Mulino, Bologna, 1976
- La crisi dello storicismo. Articoli 1974-1978, Patron, Bologna, 1978
- Il superamento del moderno, Cappelli, Bologna 1984
- Studi di ermeneutica. Schleiermacher, Dilthey, Cassirer, CLUEB, Bologna, 1985
- Commento alla "Crisi" di Husserl, CLUEB, Bologna, 1986
- Riflessioni sull'idea di modernità, Marietti, Genova, 1992
- L'"essenza del cristianesimo". Il problema ermeneutico nella discussione protestante e modernista (1897-1904), Il Mulino, Bologna, 1992
- Simone Weil politica e mistica, Rosenberg & Sellier, Torino, 1996; Rosenberg & Sellier, Torino, 2009 (edizione riveduta e aumentata)
- Il comportamento collettivo. Religione e società fra Ottocento e Novecento. Appunti dei corsi, CLUEB, Bologna, 2000; CLUEB, Bologna, 2003 (seconda edizione)

- Il dibattito sul modernismo religioso, Laterza, Roma-Bari, 2000
- Destino della religione. Il cristianesimo moderno fra scienza storica e filosofia della  storia, Marietti, Milano, 2005
- Dizionario Rousseau. Appunti dei corsi, Clueb, Bologna, 2005

- L'amore impossibile. Filosofia e letteratura da Rousseau a Lévi-Strauss, Marietti, Milano, 2010
- Dictionnaire Rousseau. Anthropologie - Politique - Religion, Coll. "Lire Rousseau", Musée J.-J. Rousseau, Montmorency, 2011
- La filosofia cristiana alla Società francese di filosofia (1927-1933), Marietti, Milano 2011
- Scritti cristiani. La religione di fronte alla modernità. Articoli e saggi 1983-2018, Persiani, Bologna, 2019
- Leggere Rousseau, Le Lettere, Firenze, 2019
- Tra Dio e il Nulla. Introduzione al pensiero di Giovanni della Croce, Le Lettere, Firenze, 2021

### Traduzioni
- Maurice Blondel, Lettera sull'apologetica, Queriniana, Brescia, 1990.
- Maurice Blondel, Storia e dogma, Queriniana, Brescia, 1992.
- Jean-Jacques Rousseau, Professione di fede del vicario savoiardo, Marietti, Genova, 1998
- Jean-Jacques Rousseau, Lettere morali, Marietti, Milano 2012

### Racconti e romanzi brevi
- L'internamento di Nietzsche, Mobydick, Faenza, 2007
- Perduto, Mobydick, Faenza, 2007
- La vita sotterranea, Mobydick, Faenza, 2009
- L'orrore del vuoto, Mobydick, Faenza, 2012
- La fine dell'avventura, Manni, Lecce, 2014
- L'appartamento segreto, Manni, Lecce, 2016
- Dopo la città, Manni, Lecce, 2016
- L'effetto di trascinamento. Racconti fantastici, Manni, Lecce, 2017
- Passeggero sulla terra, Manni, Lecce, 2019